# Foramenella
Foramenella is een geslacht van uitgestorven kreeftachtigen uit de klasse van de Ostracoda (mosselkreeftjes).

## Soorten
- Foramenella parkis (Neckaja, 1952) Stumbur, 1956 †
- Foramenella phippsi Copeland, 1973 †
- Foramenella porkuniensis Sarv, 1959 †